# Kutajärvi
Kutajärvi är en sjö i kommunen Hollola i landskapet Päijänne-Tavastland i Finland. Sjön ligger 82 meter över havet. Arean är 1,63 kvadratkilometer och strandlinjen är 6,44 kilometer lång. Sjön  ingår i Kymmene älvs huvudavrinningsområde.   Den ligger nära Lahtis och omkring 99 km norr om Helsingfors. 
Kutajärvi ligger på ett näs i Vesijärvi. Nordväst om Kutajärvi ligger Pyhäniemi herrgård. 